# Галушка Іван Пилипович
Іва́н Пили́пович Галу́шка (5 березня 1925, Студенець — 10 січня 2019, Студенець) — український науковець-агроном, доктор сільськогосподарських наук (1970, робота «Підвищення врожайності садів»), лауреат премії Всесоюзного хімічного товариства ім. Д. І. Менделєєва, почесний академік Української Національної академії аграрних наук.

## З життєпису
В часі голодомору 1932—1933 років осиротів, залишився з братом. Про братів турбувалося подружжя, яке перейшло жити в їхню хату після смерті батьків. У Студенці закінчив 7 класів, вчився у Бобрицькому технікумі.
Влітку 1941-го його мобілізували на збирання врожаю в Донбасі. Коли Іван повернувся в рідне село, там уже були нацисти. Через деякий час подався до партизанського загону, яким командував Володимир Кухарюк. В РА служив полковим розвідником, брав «язиків» на території Польщі. Навесні 1945 року зазнав множинних поранень, один із осколків влучив у серце.
Повернувшись із фронту, продовжив навчання у Бобрицькому сільськогосподарському технікумі. 1950 року закінчив Уманський сільськогосподарський та учительський інститути.
Протягом 1950—1957 років працював агрономом науково-дослідного господарства Уманського сільськогосподарського інституту.
У 1958—1976 роках — директор Донецької дослідної станції садівництва Українського НДІ садівництва (Опитне). За радянських часів був засуджений, 6 років відпрацював у виправному таборі.
У 1982 році Іван Пилипович та Євдокія Семенівна повернулися до Студенця. Через декілька років Євдокія Пилипівна померла. Виховував трьох дітей, онуків та правнуків разом з другою дружиною Марією Прокопівною.
Помер на 94-му році життя 10 січня 2019 року.

## Наукова діяльність
Зареєстровані його авторські свідоцтва, видано 18 книг по садівництву і добривах, загалом понад 100 друкованих робіт.
Наукові напрямки досліджень:
- способи внесення мінеральних добрив у зону основної діяльності кореневої системи яблуні
- вугільні породи териконів шахт на збагачувальних фабриках Донбасу як сировина для добрив.

Є автором нових видів багатокомпонентних добрив для сільськогосподарських культур.
Серед робіт:
- «Нові способи внесення мінеральних добрив у плодових садах», 1956
- «Терикони дешевих добрив», 1965
- «Періодичність плодоносіння яблуні подолана», 1967, у співавторстві
- «Використання сланцевих порід на добрива», 1970
- «Сад, город, пасіка», 1973.

## Нагороди
- орден Слави,
- три медалі «За відвагу»
- орден Леніна
- орден Трудового Червоного Прапора.